# Região de Aveiro

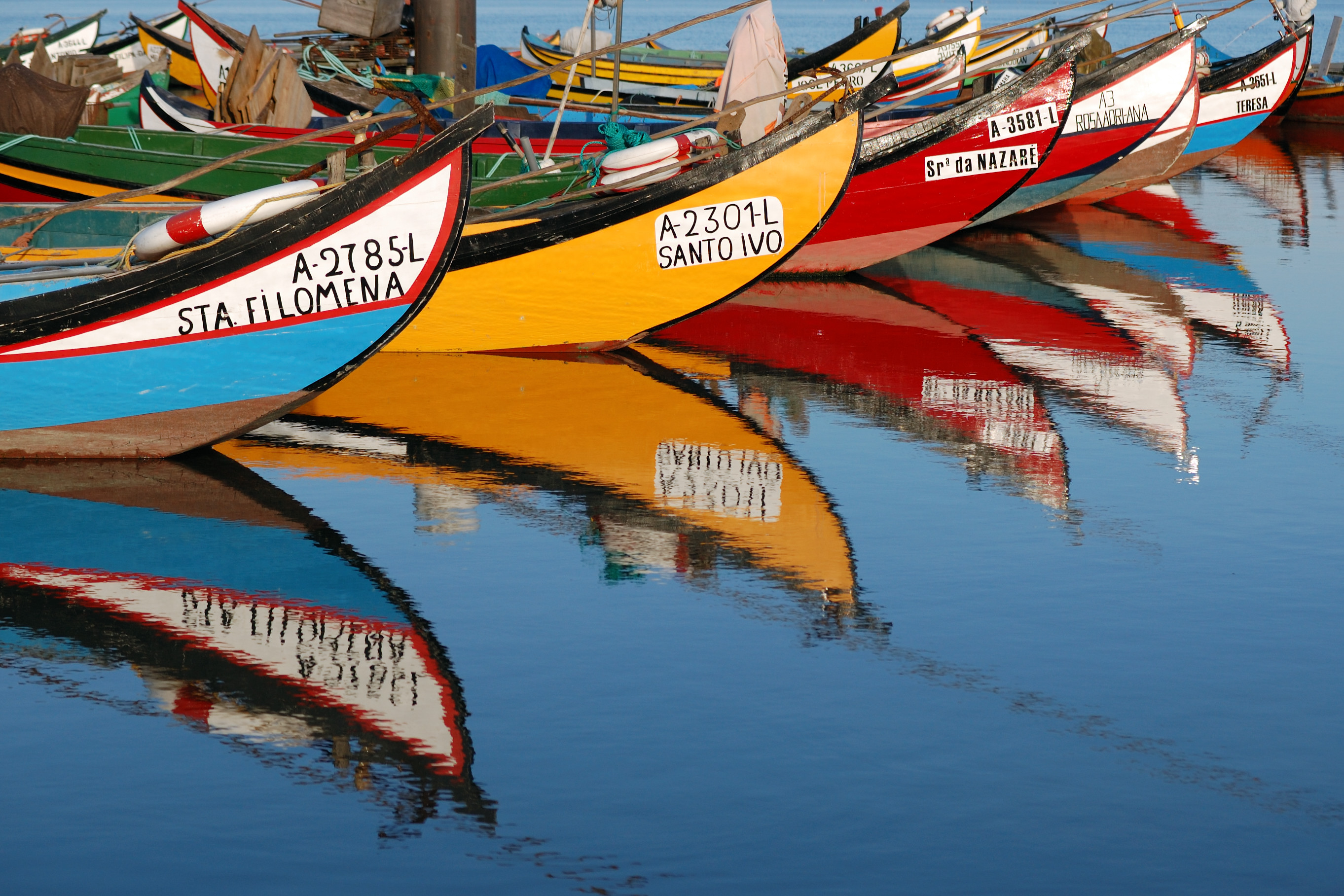
Embarcações típicas (moliceiros) da região de Aveiro

A Região de Aveiro é uma sub-região portuguesa situada no centro-oeste do país, pertencendo à região do Centro. Tem uma extensão total de 1.692 km2, 367.490 habitantes em 2021 e uma denisdade populacional de 217 habitantes por km2.
Está composta por 11 municípios e 74 freguesias, sendo a cidade de Aveiro a cidade administrativa e um dos principais núcleos urbanos da sub-região. Com 58.142 habitantes na sua área urbana e 80.880 habitantes em todo o município, é a maior cidade e o maior município da sub-região, sendo limitada a norte com a Área Metropolitana do Porto, a leste com Viseu Dão-Lafões, a sul com a Região de Coimbra e a oeste com o Oceano Atlântico.

## Municípios
Integra os seguintes 11 municípios:
- Águeda
- Albergaria-a-Velha
- Anadia
- Aveiro
- Estarreja
- Ílhavo
- Murtosa
- Oliveira do Bairro
- Ovar
- Sever do Vouga
- Vagos